# Linha Central do VLT do Cariri
A Linha Central: Crato ↔ Juazeiro do Norte é uma das linhas do VLT do Cariri.

## Histórico
É a linha que atulamente funciona de segunda a sábado transportanto passageiros da cidade do Crato a Juazeiro do Norte percorrendo nove estações. Ela percorre desde a zona Oeste do Crato ao centro de Juazeiro do Norte, passando pela zona rural e urbana das duas cidades.

## Estações
| Sigla | Estação              | Comentários |
| ----- | -------------------- | ----------- |
| ---   | Crato                | Inaugurado. |
| ---   | Padre Cícero         | Inaugurado. |
| ---   | Muriti               | Inaugurado. |
| ---   | São José             | Inaugurado. |
| ---   | Escola               | Inaugurado. |
| ---   | Padre Antônio Vieira | Inaugurado. |
| ---   | Teatro               | Inaugurado. |
| ---   | São Pedro            | Em estudo.  |
| ---   | Juazeiro             | Inaugurado. |
| ---   | Fátima               | Inaugurado. |

## Localização das estações
As estações da Linha Central do Metrô do Cariri foram feitas ao longo da antiga linha ferroviária existente entre as duas cidades, tendo essas localizações:
| Estação        | Posição (km) | Distância | Geocoordenadas             |
| -------------- | ------------ | --------- | -------------------------- |
| Crato          | 600,603      | 1783m     | 7°13'57.08"S 39°26'26.84"W |
| Padre Cícero   | 598,820      | 2800m     | 7°13'57.08"S 39°23'38.05"W |
| Muriti         | 596,020      | 1020m     | 7°13'29.65"S 39°22'47.72"W |
| São José       | 593,975      | 3440m     | 7°13'10.66"S 39°21'50.87"W |
| Antônio Vieira | 591,560      | 1700m     | 7°13'09.57"S 39°20'03.59"W |
| Teatro         | 589,860      | 720m      | 7°13'06.43"S 39°19'30.57"W |
| São Pedro      | 589,140      | 1140m     | 7°13'00.14"S 39°19'07.52"W |
| Juazeiro       | 588,000      | 1002m     | 7°12'35.52"S 39°18'50.55"W |
| Fátima         | 586,998      | -         | 7°12'22.23"S 39°18'17.83"W |